# سامح كريم
سامح كريم هو كاتب مصري.

## مؤلفات
| الاسم                                                             | دار النشر                               | تاريخ النشر | عدد الصفحات | ردمك ISBN            | المصدر               |
| ----------------------------------------------------------------- | --------------------------------------- | ----------- | ----------- | -------------------- | -------------------- |
| العقاد في معاركه الأدبية والفكرية                                 | مكتبة الأسرة                            | 2002        | 223         | (ردمك 9770181145)    | [ 1 ] [ 2 ] [ 3 ]    |
| عباس محمود العقاد الحاضر الغائب                                   | الدار المصرية اللبنانية                 | 2004        | 303         | (ردمك 977270840)     | [ 4 ] [ 5 ]          |
| طه حسين فكر متجدد                                                 | الدار المصرية اللبنانية                 | 2004        | 286         | (ردمك 9772708329)    | [ 6 ] [ 7 ] [ 8 ]    |
| تنوير طه حسين                                                     | كتاب اليوم                              | 2009        | 200         |                      | [ 9 ]                |
| ماذا يبقى من العقاد                                               | الدار المصرية اللبنانية                 | 2001        | 284         |                      | [ 10 ] [ 11 ]        |
| موسوعة أعلام المجددين في الإسلام                                  | الدار المصرية اللبنانية                 | 2010        | 1182        | (ردمك 9634293977978) | [ 12 ] [ 13 ] [ 14 ] |
| ماذا يبقى من طه حسين؟                                             | مؤسسة دار الشعب للصحافة والطباعة والنشر | 1974        | 270         |                      | [ 15 ] [ 16 ]        |
| العقاد في معاركه السياسية                                         | الدار المصرية اللبنانية                 | 2000        | 320         |                      | [ 17 ] [ 18 ] [ 19 ] |
| العقاد عملاق الفكر العربي                                         | الدار المصرية اللبنانية                 | 2007        | 156         | (ردمك 9770181145)    | [ 20 ] [ 21 ]        |
| قمم وأفكار إسلامية                                                | مكتبة الأسرة                            | 1999        | 355         | (ردمك 9770181145)    | [ 22 ] [ 23 ]        |
| محاكمة ألف ليلة وليلة                                             | مكتبة الأسرة                            | 2016        | 188         |                      | [ 24 ] [ 25 ] [ 26 ] |
| كتب عربية ألهمت العالم                                            | مكتبة الأسرة                            | 2019        | 342         | (ردمك 9789779123172) | [ 27 ] [ 28 ]        |
| اعلام في التاريخ الاسلامى في مصر                                  | مكتبة الأسرة                            | 1997        | 384         |                      | [ 29 ] [ 30 ]        |
| من حكايات الأقدمين                                                | مكتبة الأسرة                            | 2016        |             |                      | [ 31 ]               |
| حوارات مع الكبار في الأدب والسياسة والعلم والفلسفة والصحافة والفن | مكتبة الأسرة                            | 2013        | 1182        | (ردمك 9789774278327) | [ 32 ] [ 33 ]        |
| مع النبي في رمضان                                                 | مكتبة الأسرة                            |             |             |                      | [ 34 ]               |
| طه حسين : عميد الأدب العربي                                       | مكتبة الأسرة                            | 2006        | 188         |                      | [ 35 ]               |
| اسلاميات                                                          | مكتبة الأسرة                            | 1998        |             |                      | [ 36 ]               |
| اعلام منسيون                                                      | مكتبة الأسرة                            | 2005        |             |                      | [ 37 ]               |